# Gezahegne Abera
Gezahegne Abera, né le 23 avril 1978 à Etya, est un athlète éthiopien, pratiquant le marathon.

## Biographie
Il est le mari de l'athlète Elfenesh Alemu et l'oncle de l'athlète Tiki Gelana.

## Palmarès

### Jeux olympiques
- Jeux olympiques d'été de 2000 à Sydney
  -  médaille d'or sur marathon

### Championnats du monde
- Championnats du monde d'athlétisme 2001 à Edmonton
  -  médaille d'or sur marathon

### marathons internationaux
- Vainqueur du marathon de Londres 2003
- 2e du Marathon de Boston 2000
- Vainqueur du Marathon de Fukuoka 1999, 2001, 2002